# Calopteryginae
Calopteryginae es una subfamilia de odonatos zigópteros de la familia Calopterygidae que cuenta con trece géneros distribuidas por Norteamérica, norte de África, Europa y Oriente Medio.
Como otros zigópteros, en descanso alinean sus alas junto al abdomen y sus ojos están separados.

## Géneros
- Archineura
- Atrocalopteryx
- Calopteryx
- Echo
- Iridictyon
- Matrona
- Mnais
- Neurobasis
- Phaon
- Psolodesmus
- Sapho
- Umma
- Vestalis